# Mufàrraq ibn Sal·lam
Mufàrraq ibn Sal·lam (àrab: مفرق بن سلام, Mufarraq ibn Sallām) fou emir musulmà de Bari. Es desconeix la seva relació amb el primer emir, Kalfun, al qual va succeir vers el 850. Mufàrraq va enviar una petició al califa abbàssida i al governador d'Egipte per ser reconegut com a valí de Bari i Apúlia en nom del califat, però no va obtenir resposta. Va ampliar el territori musulmà a Apúlia i va morir assassinat vers el 857, succeint-lo Sawdan.